# دختران گمشده و هتل‌های عشق
دختران گمشده و هتل‌های عشق (به انگلیسی: Lost Girls & Love Hotels) فیلمی در ژانر درام به کارگردانی ویلیام اولسون، و بر اساس کتابی به همین نام، نوشته کاترین هانراهان، محصول سال ۲۰۲۰ ایالات متحده است. از بازیگرانی که در این فیلم به ایفای نقش پرداخته‌اند، می‌توان از الکساندرا داداریو، تاکه‌هیرو هیرا و کاریس فن هاوتن نام برد.
برش اصلی فیلم که در توکیو و کیوتو ژاپن، از ۲۷ اکتبر تا ۱۵ دسامبر ۲۰۱۷ فیلمبرداری گردید؛ و تا اکران رسمی در ۱۸ سپتامبر ۲۰۲۰ متوقف شد؛ طولانی‌تر و تاریک‌تر بود؛ و واقعیت آزاردهنده هتل‌های عشق را بیشتر نشان می‌داد؛ و در آن صحنه‌های جنسی و برهنگی گرافیکی بیشتری وجود داشت. با این حال تصمیم بر آن شد که قبل از اکران فیلم، به منظور کاهش لحن منتقدین و جذب مخاطبان بیشتر، قسمت‌هایی از آن قطع شود؛ و به همین دلیل بود که صحنه‌های برهنه الکساندرا داداریو به‌شدت کاهش یافت. به عنوان مثال، در ابتدا «مونتاژ جنسی» طولانی‌تر بود و شخصیت «مارگارت» را نشان می‌داد که رابطه جنسی خشن با مردان بیشتری دارد. اما درنهایت، برش اصلی حدوداً ۴۵ دقیقه بیشتر از نسخه نهایی بود؛ و بسیاری از منتقدین عدم موفقیت این فیلم در گیشه را ثمره این قطع می‌دانند. اما هنوز قطعی نشده‌است، که یک نسخه کارگردان یا بدون رتبه منتشر می‌شود یا خیر.

## داستان
“هتل‌های عشق که برای اقامت کوتاه و روابط جنسی کاربرد دارند؛ برای اولین‌بار در ژاپن شروع به کار کردند و اکنون در سراسر جهان مشغول به فعالیت هستند”
«مارگارت» که دختری سردرگم است؛ برای فرار از گذشته خود و تنها بودن، به ژاپن می‌رود؛ و در یک آکادمی پرواز، مسئول آموزش تلفظ زبان انگلیسی به دختران هنرآموز مهمانداری می‌شود. او اوقات تنهایی خود را به سکس با مردان غریبه و در هتل‌های عشق سپری می‌کند.
در کتاب فروشی، مارگارت در حال تماشای کتاب نقاشی‌های کاتسوشیکا هوکوسائی، با مرد جوانی به نام «کازو» آشنا می‌شود و با او به هتل می‌رود؛ مارگارت از او می‌خواهد قبل از سکس او را ببندد؛ و اینگونه با او می‌خوابد. کازو به دیدن مارگارت سرکار او می‌رود؛ و او را به ناهار دعوت می‌کند. آنها رابطه ای عاشقانه را شروع می‌کنند و با هم مجدداً همبستر می‌شوند. مارگارت به دنبال دلیلی برای دوست داشتنش توسط کازو می‌گردد و کازو می‌گوید که او خاص و خوشحال کردنش سخت است؛ و او این چالش را دوست دارد. اما کازو اعتراف می‌کند که در شرف ازدواج است و اکنون حالتی بین خوشحالی و غمگینی دارد. مارگارت که به شدت جا خورده‌است؛ هتل را از ناراحتی ترک می‌کند.
«اینس» دوست مارگارت که او را غمگین عشق از دست رفته کازو می‌یابد، می‌گوید که ژاپنی‌ها درخت گیلاس و شکوفه‌هایش را عاشقانه دوست دارند؛ و این به دلیل آن است که در عین زیبایی شکوفه‌های گیلاس، آنها ناپایدار هستند؛ او از مارگارت می‌خواهد که از زندگی کوتاهش لذت ببرد.
مارگارت در آکادمی، هدیه‌ای شامل کتاب کاتسوشیکا هوکوسائی به همراه یک آدرس کارت هتل از طرف کازو دریافت می‌کند؛ و به هتل می‌رود. بعد از رابطه جنسی، مارگارت برای کازو از برادرش فرانک و مشکل روانی‌اش، که قصد بریدن انگشتش را داشته می‌گوید؛ و کازو از فرهنگی در ژاپن تعریف می‌کند، که در آن مردان برای عذرخواهی و به یاد سپردن اشتباهی که در زندگی مرتکب شده‌اند، یک بند از انگشت دستشان را قطع می‌کنند.
مارگارت هم از اینکه پدرش آنها را در کودکی رها کرده و مادرش را بر اثر سرطان از دست داده، می‌گوید؛ و از میزان عشق کازو به نامزدش می‌پرسد؛ کازو می‌گوید که حسی از وفاداری و عذاب وجدان و در عین حال عشقی بدون هیجان دارد؛ کازو از او می‌خواهد که تنها نماند. مارگارت سکوت را هنری ارزشمند می‌داند و با هم به سکس می‌پردازند. مارگارت تصمیم می‌گیرد که یا کازو را مال خود کند یا همه چیز را از دست بدهد. مارگارت هدیه و دعوت کازو برای مسافرت با قطار را می‌پذیرد و قید شرکت در مراسم پایان سال آکادمی را می‌زند. آنها با هم به معبد و اتاق بودا می‌روند؛ کازو زیارت آنجا را در حکم تولدی دوباره می‌داند؛ و در راه برگشت، تولد جدید مارگارت را تبریک می‌گوید. کازو در قطار و در زمان خواب مارگارت، او را تنها می‌گذارد.
مارگارت به دلیل غیبت در جشن و ناامید کردن دختران جوان با گرفتن آخرین دستمزدش، اخراج می‌شود. مارگارت که تنها و سرگردم شده‌است؛ به عادت خود و سکس‌های پرتکرار با غریبه‌ها در هتل‌های عشق برمی‌گردد. مارگارت اتفاقی و در خیابان کازو را که در حال بدرقه کردن خانواده و همسرش است؛ می‌بیند و گریان کازو را که به هتل خودش وارد شده، تعقیب و به‌دنبال او می‌گردد. کازو او را در دوربین‌های مداربسته دنبال می‌کند و وقتی می‌بیند که مارگارت قصد رفتن ندارد، به سراغش می‌رود. کازو خودش را مناسب مارگارت نمی‌داند ولی مارگارت التماس می‌کند، راز کوچک و کثیف زندگی کازو باشد و در حالیکه با درآغوش گرفتن کازو محبت او را گدایی می‌کند؛ بارها به او می‌گوید، که دوستش دارد. کازو که احساساتی شده‌است؛ با او سکس می‌کند و مارگارت که خوشحال است؛ موقتاً آرام می‌گیرد.
مارگارت که بخاطر ترک کازو، به شدت افسرده و تعادل روحی‌اش بهم خورده‌است؛ خود را در مستی و دود غرق می‌کند؛ و در هتلی به عنوان روسپی مشغول به فعالیت می‌شود. مارگارت در زیرگذر با مرد غریبه‌ای آشنا شده و از او می‌خواهد که اورا به هتل ببرد. مرد از او می‌خواهد برهنه گردد و به صورت روی تخت بخوابد. مرد سپس دست و پای مارگارت را به تخت می‌بندد. مرد به مارگارت می‌گوید در اینجا هیچ‌کس پشت نقاب‌های زیبایش، مخفی نمی‌شود و مردم صورت‌های واقعی خودشان را عیان می‌کنند. مرد می‌گوید که می‌تواند او را بُکشد و مارگارت با گریه از او می‌خواهد که چنین کند. اما کازو که مارگارت را تعقیب کرده‌است؛ با زدن غریبه، او را نجات می‌دهد.
مارگارت در هواپیما و در حال برگشت به آمریکا، در تماس با کازو، از تولد دوباره‌اش می‌گوید و کازو که یک بند از انگشت خود را قطع کرده‌است؛ از او خداحافظی می‌کند. مارگارت، شاگردش «تامیکو» را در حال انجام وظایفش می‌بیند و به خود و کارش که به سرانجام رسیده، می‌بالد.
«همیشه به خودم می‌گویم پایان خوشی وجود ندارد؛ تمام تکه‌ها با بی نقصی کنار هم جور در نمی‌آیند؛ همه چیز ناموزون و آشفته‌است؛ حوادث ما را تکه‌تکه خواهند کرد و دیگران ما را در کنار هم خواهند چید. ولی همیشه به دلیلی، همه چیز زیباست»